# Kashmir e Jammu
Il Kashmir e Jammu fu, dal 1846 al 1947, uno Stato principesco indiano nell'Impero anglo-indiano, governato da un Maharaja. Venne creato nel 1846 quando, dopo la sua vittoria nella prima guerra anglo-sikh, la Compagnia britannica delle Indie orientali annetté ai propri possedimenti la Valle del Kashmir e la vendette immediatamente al governante Dogra di Jammu sulla base del trattato di Amritsar.
Secondo il trattato, lo Stato era "situato ad est del fiume Indo e ad ovest del fiume Ravi" e copriva un'area di 210 000 km². Successivamente furono annesse le regioni di Hunza, Nagar e Gilgit, ingrandendo lo Stato.
All'epoca della partizione dell'India il reggente dello Stato maharaja Hari Singh preferì rimanere indipendente, non aderì all'Unione indiana o al Dominion del Pakistan e pretese che entrambi riconoscessero Kashmir e Jammu come nazione indipendente al pari della Svizzera.

## Geografia

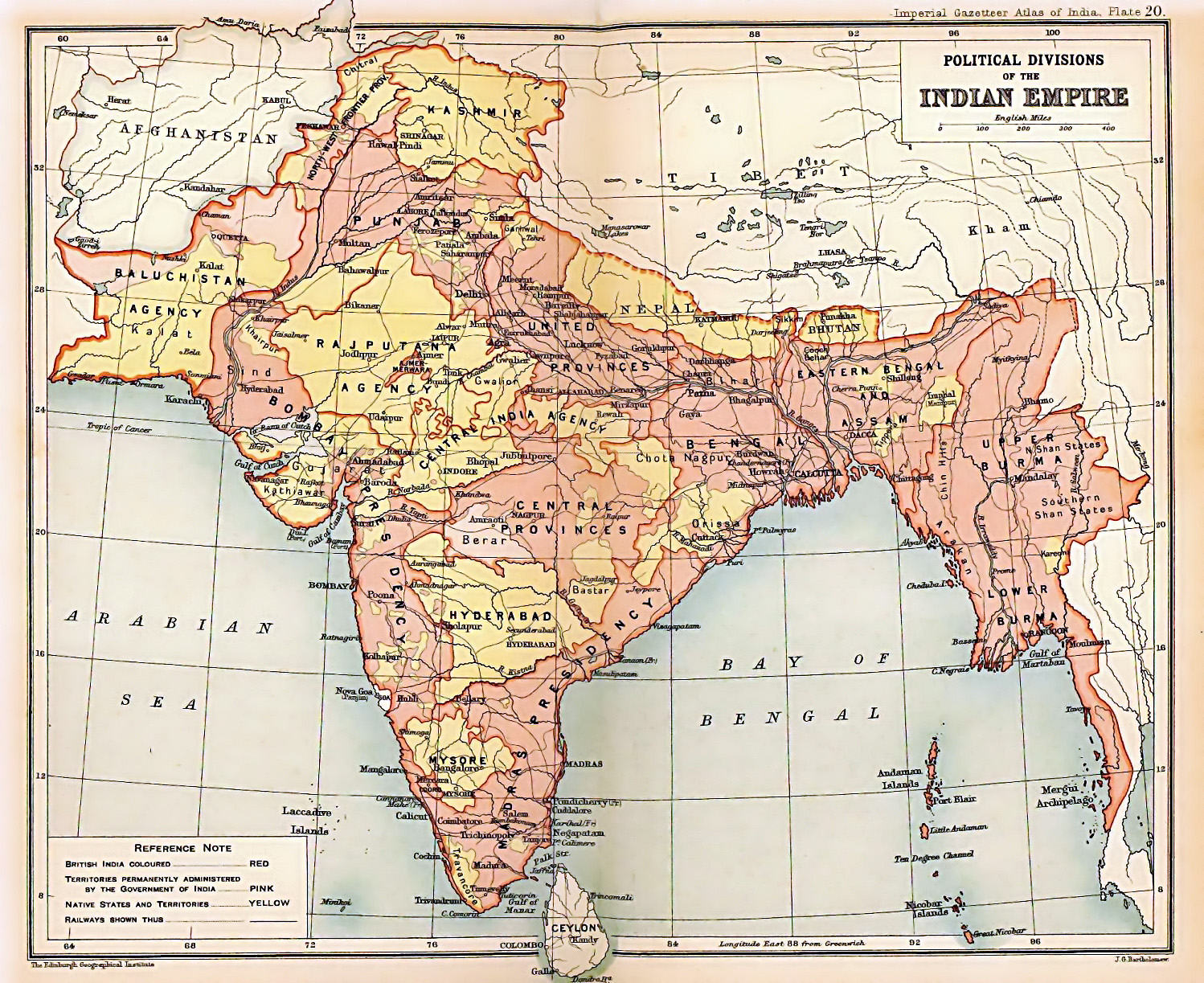
Mappa del 1909 che mostra il territorio del Kashmir.

Lo Stato si estendeva da 32° 17′ a 36° 58′ N. e da 73° 26′ a 80° 30′ E. Jammu era la parte meridionale, adiacente al Punjab e ai distretti di Jhelum, Gujrat, Silakot e Gurdaspur. La terra di confine col Punjab era costituita unicamente da basse colline con boschi sparsi ed irregolari. A nord si estendevano le montagne alte 2500 metri, con un clima temperato e foreste di querce, rododendri, castagni e vaste pinete. Tra le montagne più famose di quest'area vi sono le vette più alte del mondo come i monti del Pamir, il K2, il Gasherbrum ed il Masherbrum.

## Storia

### La creazione dello Stato

Bandiera del maharaja di Kashmir e Jammu (1846–1936)

Prima della creazione dello Stato principesco, il Kashmir era governato dalla tribù Pashtun dell'Impero Durrani, sin quando questo non venne annesso alle terre dell'Impero Sikh retto da Ranjit Singh. Durante il governo sikh Jammu era uno Stato tributario dell'Impero.
Dopo la morte del raja di Jammu Kishore Singh nel 1822, suo figlio Gulab Singh venne riconosciuto dai sikh quale suo erede. Fu questi, inizialmente sotto i sikh, ad avviare l'espansione del suo regno.
Come raja di Jammu, Gulab Singh conquistò Bhadarwah dopo una breve resistenza locale, annettendo quindi Kishtwar dove il raja locale si arrese senza combattere all'arrivo delle truppe di Gulab. La conquista di Kishtwar significò la presa di un punto importante di due strade, delle quali una era diretta a Ladakh, e diede inizio alla conquista di quell'area. Malgrado le difficoltà date dalle montagne e dai numerosi ghiacciai, i Dogra al comando di un ufficiale di Gulab Singh, il generale Zorawar Singh, conquistarono gran parte del territorio di Ladakh nel corso di due campagne militari.
Alcuni anni dopo, nel 1840, il generale Zorawar Singh invase il Baltistan, catturando il raja di Skardu che si era a suo tempo schierato coi Ladakh, e annetté il suo territorio. Nel 1841 Zorawar Singh, mentre stava invadendo il Tibet, venne sopraffatto dal freddo inverno e morì con tutto il suo esercito.
Nell'inverno del 1845 scoppiò la guerra tra britannici e sikh. Gulab Singh rimase neutrale sino alla battaglia di Sobraon del 1846, quando si distinse come valido mediatore e consigliere fidato di sir Henry Lawrence. Vennero conclusi due trattati. Col primo, lo Stato di Lahore passò al governo britannico per l'indennità equivalente di 10 000 000 rupie; furono comprese anche le colline tra i fiumi Beas e Indo. Col secondo, i britannici vendettero a Gulab Singh per 750 000 rupie tutte le colline e le aree montuose situate ad est del fiume Indo ed a ovest del Ravi.
L'amante di Rani Jindan e primo ministro dell'Impero sikh, Lal Singh, chiese al governatore del Kashmir, Imam Uddin, di resistere alle forze di Dogra che stavano per invadere l'area per rimpiazzare i sikh con la fondazione di un nuovo Stato. Il governatore ordinò dunque al temerario principe Jarral Mirza Fakir Ullah di assalire l'esercito dogra nelle vicinanze di Rajauri, il che portò alla morte di molti Dogra e del loro generale Lakhpat. I Dogra si spostarono a Jammu e Gulab Singh implorò i britannici di aiutarlo contro il governatore e l'esercito Jarral. Furioso per la sconfitta del suo esercito, Gulab Singh, assieme alle forze di sua maestà, iniziò l'invasione del Kashmir, costringendo il governatore a cedere. La famiglia regnante dei Jarral venne esiliata da Rajauri perché Gulab Singh trovava sgradevole la sua presenza all'interno dei confini del suo Stato. Gulab Singh venne nominato con l'appoggio di Londra al ruolo di nuovo Maharaja del Kashmir e Jammu.

### L'espansione
Poco dopo la creazione dello Stato Hunza Raja attaccò il territorio del Gilgit. Nathu Shah guidò le forze di Gulab Singh nell'attacco a Hunza ma venne sconfitto da quest'ultimo e il Gilgit intero cadde nelle mani del Raja, assieme a Punial, Yasin e Darel. Il Maharaja inviò quindi due colonne, una da Astore e una dal Baltistan, e dopo diversi combattimenti il Forte del Gilgit venne recuperato. Nel 1852 le truppe Dogra vennero sconfitte da Gaur Rahman di Yasin, e per otto anni consecutivi gli indù accerchiarono i territori del Maharaja.
Gulab Singh morì nel 1857. Quando il suo successore Ranbir Singh si fu ripreso dopo la rivolta indiana, nella quale si era schierato con i dominatori britannici, fu determinato nel riconquistare il Gilgit ed espandere le sue frontiere. Nel 1860 una forza al comando di Devi Singh attraversò l'Indo e avanzò sino al forte del Gilgit. Gaur Rahman era morto poco prima dell'arrivo dei Dogra. Il forte venne preso dai Maharaja di Kashmir e Jammu e mantenuto sino al 1947.
Gulab Singh, nipote di Pratap Singh, sconfisse il regnante di Chitral nel 1891 e costrinse Hunza e Nagar ad accettare la sovranità del maharaja di Kashmir e Jammu.
Ranbir Singh fu tollerante ma meno determinato del padre, ed il suo controllo sullo Stato fu più debole. L'ultima parte della sua vita venne adombrata da una terribile carestia che investì il Kashmir nel 1877-1779, e nel settembre 1885 gli succedette il figlio primogenito, Pratap Singh, che regnò fino al 1925.

### La fine dello Stato principesco
Il nipote Hari Singh nel 1925 ascese al trono di Jammu e Kashmir. Nel 1941 il regno aveva una superficie di 218.896 km² e una popolazione di 4,2 milioni di abitanti, ma le aree tribali del nord erano sotto la sovranità del maharaja solo nominalmente. Nel complesso, il nord del Kashmir era dominato dai musulmani, con il sud indù e l'est buddista.
Nel 1947divenne attivo l'Indian Independence Act, che divise il British Raj in due Stati indipendenti, il Dominion del Pakistan e il Dominion d'India. Secondo l'Atto, "la sovranità di Sua Maestà sugli Stati indiani decade, e con essa tutti i trattati e gli accordi in forza alla data del passaggio di quest'Atto tra Sua Maestà e i governanti degli Stati indiani", e pertanto ogni Stato principesco venne dichiarato libero di aderire all'India, al Pakistan o di rimanere indipendente. Gran parte dei principi scelse di raggiungere una o l'altra nazione.
Jammu e Kashmir avevano una maggioranza musulmana ma erano governati da un raja di religione induista. Il 2 ottobre 1947 la Commissione lavoro della Conferenza nazionale convocata sotto la presidenza dello sceicco Mohammad Abdullah decise di unirsi all'India. La decisione venne fatta pervenire al Primo ministro Nehru da uno kashmiriano, Dwarka Nath Kachroo, segretario generale della Conferenza dei popoli Indiani, che fu invitato a partecipare ai lavori della commissione come osservatore.
Il maharaja Hari Singh era però intenzionato a mantenere indipendente il proprio Stato, non aderendo né al Pakistan né all'India, e per questa ragione propose ad entrambi di riconoscerlo neutrale al pari della Svizzera in Europa, accordo rifiutato dall'India e accettato dal Pakistan. Mehr Chand Mahajan, che poi divenne primo ministro, suggerì al maharaja che una chiusura esterna di un territorio come il Kashmir avrebbe potuto provocare l'invasione da parte di potenze straniere come URSS o Cina.
Gli Scout del Gilgit iniziarono una ribellione nelle aree settentrionali sotto il comando britannico, e come risultato questa regione divenne a tutti gli effetti parte del Pakistan.
Con l'indipendenza a rischio, il maharaja si rivolse all'India richiedendo truppe per salvaguardare il Kashmir. Il primo ministro indiano Nehru era pronto ad inviarle, ma il governatore generale dell'India lord Mountbatten di Burma comunicò al maharaja che per ottenere le truppe sarebbe stato necessario entrare a far parte dell'India. Considerando la situazione, il maharaja accettò la proposta.
Con la conclusione della guerriglia, il maharaja firmò l'Instrument of Accession al Dominion dell'India il 26 ottobre 1947. Lo sceicco Mohammad Abdullah aveva già raggiunto Nuova Delhi il 25 ottobre per persuadere Nehru a non perdere tempo nell'accettare l'annessione del territorio all'India e ad inviare truppe indiane nello Stato.
L'Instrument venne accettato dal governatore generale il giorno successivo, 27 ottobre 1947; così lo Stato principesco di Jammu e Kashmir divenne parte del Dominion dell'India, secondo le normative dell'Indian Independence Act 1947 passato al Parlamento del Regno Unito, e cessò di esistere come entità indipendente. Le truppe indiane sbarcarono all'aeroporto di Srinagar nel Kashmir lo stesso giorno e ne assicurarono la difesa.

## Maharaka di Kashmir e Jammu
| N° | Immagine | Nome         | Regno     |
| -- | -------- | ------------ | --------- |
| 1. |          | Gulab Singh  | 1846–1857 |
| 2. |          | Ranbir Singh | 1857–1885 |
| 3. |          | Pratap Singh | 1885–1925 |
| 4. |          | Hari Singh   | 1925–1949 |

## Famiglia reale
- I. Gulab Singh(1792–1857), Maharaja del Jammu e Kashmir (1846-1857 (abdicato nel 1856))
  -  II. Ranbir Singh(1830–1885), Maharaja del Jammu and Kashmir GCSI, CIE (1856–1885)
    -  III. Pratap Singh(1848–1925), Maharaja del Jammu and Kashmir GCSI, GCIE, GBE (1885–1925)
    - Raja Amar Singh KCSI (1864–1909)
      -  IV. Hari Singh(1895–1961), Maharaja del Jammu and Kashmir GCSI, GCIE, GCVO (1925–1947; Maharaja titolato dal 1952 al 1961)
        - V. Karan Singh(1931) ,Presidente del Jammu e Kashmir (Reggente di Jammu e Kashmir: 1949–1952; Sadar-e-Riyasat (Presidente) del Jammu e Kashmir: 1952–1965; Governatore del Jammu e Kashmir: 1965–1967;
          - Vikramaditya Singh (1964)
            - Martanday Singh (198?)

          - Ajatshatru Singh (1966)
            - Ranvijay Singh (1993)